# Eliot Cardinaux
Eliot Cardinaux (* 1984 in Dayton, Ohio) ist ein amerikanischer Jazz- und Improvisationsmusiker (Piano) und Dichter.

## Wirken
Cardinaux, der in einer Musikerfamilie aufwuchs, studierte Jazz-Piano an der Manhattan School of Music in New York sowie zeitgenössische Improvisation und Poesie am New England Conservatory in Boston. Seine Gedichte wurden in Caliban Online, Big Big Wednesday, Hollow, Bloodroot Literary Journal und anderen Zeitschriften veröffentlicht. Cardinaux tritt regelmäßig an der Ostküste und in Europa auf. Er ist Gründer von The Bodily Press, wo er die Werke anderer Dichter und Künstler sowie mehrere seiner eigenen Gedichtbände, darunter Winter Poems, veröffentlichte. Als Pianist hat er an Projekten wie Odysseus Alone, Magpie, take me by the hand of darkness, Our Hearts as Thieves (mit Jonas Engel) und The Gown of Entry mitgewirkt. Sein Debütalbum unter eigenem Namen, American Thicket, wurde 2016 auf Loyal Label veröffentlicht (mit Mat Maneri, Thomas Morgan und Flin van Hemmen). Sein Soloalbum Sweet Beyond Witness erschien 2018. Auch hat er mit Musikern wie Samir Zarif, Paul Wiltgen, Asger Thomsen, Jeb Bishop, Mia Dyberg, Randy Peterson, Herb Robertson und Kresten Osgood aufgenommen. Mit Gary Fieldman legte er 2024 das Album Imminence vor.